# Barnhuset på Stampen

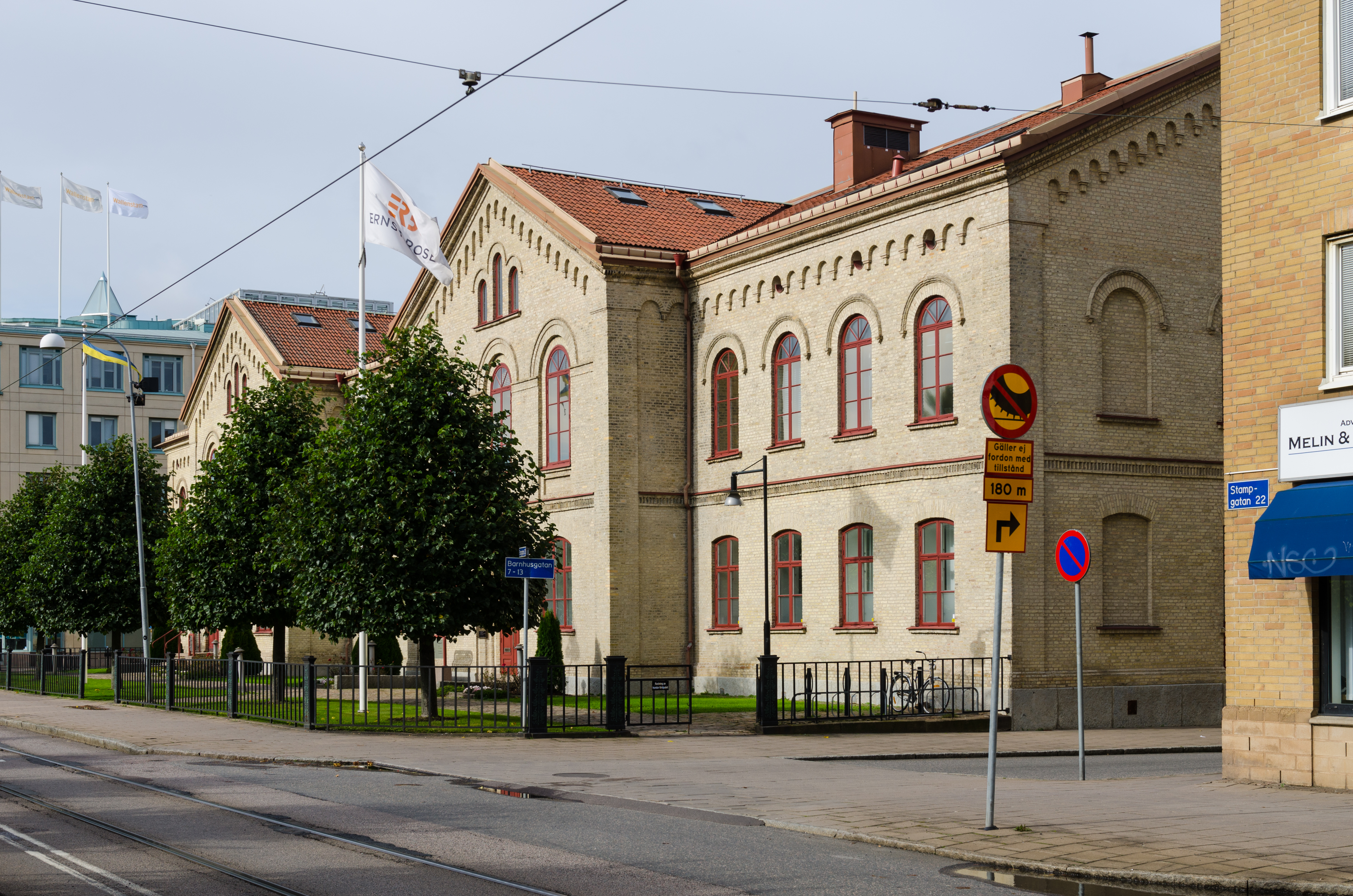
Barnhuset vid Stampgatan.

Barnhuset på Stampen är en byggnad vid Stampgatan 20 i stadsdelen Stampen i Göteborg. Byggnaden uppfördes under åren 1854–1857.
År 1854 beslutade barnhusdirektionen i Göteborg att det gamla barnhuset i trä vid Stampgatan skulle rivas. Arkitekten Adolf W. Edelsvärd ritade en tvåvånings stenbyggnad, som placerades indragen från gatan, varigenom en lekyta bildades framför byggnaden. Köksträdgård och uthus placerades på baksidan.
I byggnaden bedrevs undervisning för pojkar och flickor i åldrarna sex till tolv år. I bottenvåningen fanns kök, matsal, sjukrum, bostad för en skomakare och där bodde en lärarinna och flickorna. På övervåningen fanns leksal, läxläsningsrum, skolsal och där bodde även pojkarna och en av lärarna.
Byggnaden försågs med stora fönster, vilka släppte in ordentligt med dagsljus, och den ansågs mycket välplanerad och modern vid invigningen år 1857.